# 18 Greatest Hits (album Sandry)
18 Greatest Hits – album niemieckiej piosenkarki Sandry wydany w 1992 roku przez Virgin Records, będący kompilacją z jej największymi przebojami.

## Ogólne informacje
Album zawierał wszystkie single Sandry wydane w latach 1985–1992, z wyjątkiem „I Need Love”, który nie osiągnął sukcesu. Wiele piosenek zostało zamieszczonych w skróconych wersjach singlowych, a także „Johnny Wanna Live” z albumu Paintings in Yellow w nowej wersji, która promowała to wydawnictwo. Kompilacja ukazała się również na kasecie wideo, na której znalazły się teledyski do wszystkich piosenek.
Płyta 18 Greatest Hits cieszyła się dużym sukcesem komercyjnym, docierając do top 10 w Niemczech, Finlandii i Belgii, a także miejsca 29. ogólnoeuropejskiej listy sprzedaży, jednak po jej wydaniu nastąpiła kilkuletnia przerwa w karierze Sandry. W 2003 roku kompilację wznowiono pod tytułem The Essential oraz z inną okładką. W Polsce ta właśnie wersja weszła na listę sprzedaży.

## Lista utworów
1. „Maria Magdalena” – 3:58
2. „In the Heat of the Night” – 5:07
3. „Little Girl” – 3:11
4. „Innocent Love” – 4:21
5. „Hi! Hi! Hi!” – 4:08
6. „Loreen” – 4:17
7. „Midnight Man” – 3:04
8. „Everlasting Love” – 3:51
9. „Stop for a Minute” – 4:05
10. „Heaven Can Wait” – 4:04
11. „Secret Land” – 4:05
12. „We’ll Be Together” – 3:49
13. „Around My Heart” – 3:10
14. „Hiroshima” – 4:11
15. „(Life May Be) A Big Insanity” – 4:29
16. „One More Night” – 3:41
17. „Don’t Be Aggressive” – 4:22
18. „Johnny Wanna Live” – 3:52

## Notowania
| Kraj i lista                | Pozycja |
| --------------------------- | ------- |
| Belgia (Ultratop Walonia)   | 5       |
| Finlandia                   | 1       |
| Francja (SNEP)              | 4       |
| Holandia (MegaCharts)       | 81      |
| Niemcy (Media Control)      | 10      |
| Polska (OLiS)               | 39      |
| Szwajcaria (Alben Top 100)  | 27      |
| Szwecja (Sverigetopplistan) | 36      |

## Certyfikaty
| Kraj           | Certyfikat      |
| -------------- | --------------- |
| Francja (SNEP) | platynowa płyta |
| Niemcy (BVMI)  | złota płyta     |
| Polska (ZPAV)  | złota płyta     |